# Lake Clarke Shores
Lake Clarke Shores é uma vila localizada no estado americano da Flórida, no condado de Palm Beach. Foi incorporada em 1957.

## Geografia
De acordo com o United States Census Bureau, a vila tem uma área de 2,7 km², onde 2,5 km² estão cobertos por terra e 0,2 km² por água.

### Localidades na vizinhança
O diagrama seguinte representa as localidades num raio de 8 km ao redor de Lake Clarke Shores.

## Demografia
Segundo o censo nacional de 2010, a sua população é de 3 376 habitantes e sua densidade populacional é de 1 343,79 hab/km². Possui 1 467 residências, que resulta em uma densidade de 583,93 residências/km².